# Tractat de la Haia (1625)
El Tractat de la Haia de 1625 és un tractat internacional signat el 9 de desembre de 1625 a la ciutat neerlandesa de la Haia entre el rei Carles I d'Anglaterra i el raadpensionaris Anthonie Duyck. En virtut d'aquest tractat el Regne d'Anglaterra i les Províncies Unides es van comprometre a ajudar econòmicament a Christian IV de Dinamarca en la seva lluita contra el Sacre Imperi Romanogermànic.